# New Urbanism

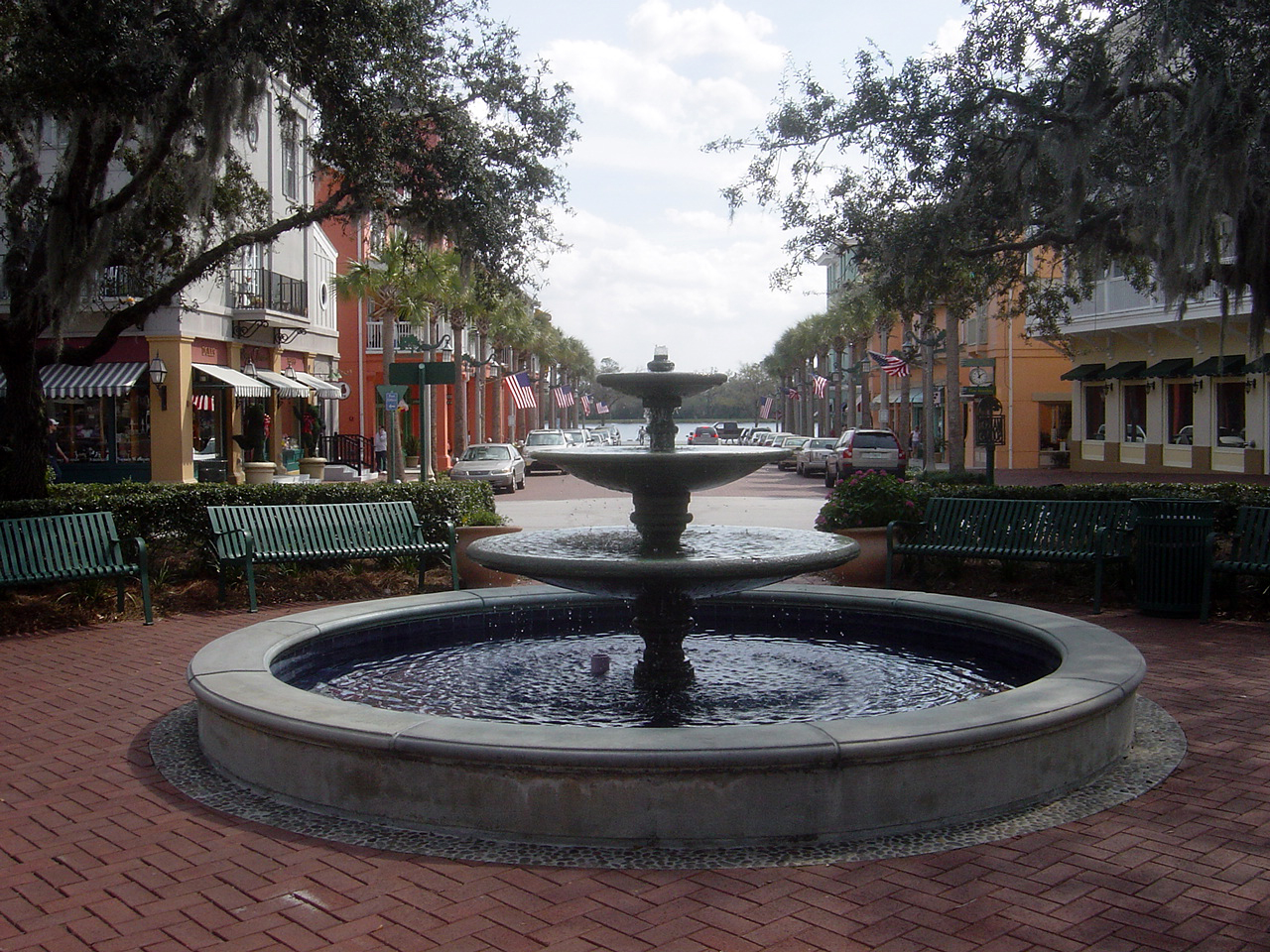
Market Street in Celebration (Florida).

New Urbanism (letterlijk: Nieuwe Stedelijkheid) is een van de stromingen binnen de twintigste-eeuwse stedenbouw. Centraal staat het maken van een betere toekomst, door middel van het verhogen van de kwaliteit van het leven door betere omgevingen te creëren voor woningen en door het nastreven van sociale cohesie binnen een stad, dorp, wijk of buurt.
Het is eigenlijk de heropleving van het plannen van volledig zelfvoorzienende steden, dorpen en buurten. Kernen zijn zelfvoorzienend en kennen voorzieningen voor wonen, werken en recreatie. 
Binnen het New Urbanism zijn tien punten van belang: 
1. Voetgangers als belangrijkste uitgangspunt;
2. Verbindingen tussen straten;
3. Diversiteit: wonen, werken en recreatie gemengd;
4. Gemengde woningtypes: dus veel verschillende types en prijsklassen, koop en huur naast elkaar of bij elkaar in de buurt;
5. Kwaliteit van architectuur en stedenbouw: hierbij staat vooral het 'thuis voelen' centraal;
6. De opzet van een traditioneel dorp, met een dorpsplein centraal gelegen en verder naar de randen meer woningen en alles bereikbaar in een wandeling van 10 minuten;
7. Hoge dichtheid van gebouwen: Dit betekent dat de gebouwen dichter opeen staan, en dus het contact tussen de bewoners en werknemers in de gebouwen wordt bevorderd;
8. Slim vervoer: Openbaar vervoer;
9. Duurzaamheid;
10. Kwaliteit van het leven, eigenlijk een samenvatting van de voorgaande punten.

Deze vorm van stedenbouw komt in veel voor in de hekwerkwijken (gated communities) in de Verenigde Staten, en is vooral een antwoord op de stedenbouw van de buitenwijken in Verenigde Staten. Deze buitenwijken (suburbs) bestaan vrijwel alleen maar uit woningen en geen kantoren en winkels en plaatsen voor recreatie, en de auto ‘regeert’ in deze wijken; vaak zijn er zelfs geen stoepen langs de straten.
Voorbeeld van een dorp dat ontworpen is naar de regels van het New urbanism is Seaside in Florida, Verenigde Staten. In Nederland is de Helmondse wijk Brandevoort een kenmerkend voorbeeld van New Urbanism. Ook diverse nieuwe woonwijken in het Gooi vertonen de kenmerken van deze stroming, zoals: de Kerkelanden en de Hilversumse Meent in Hilversum, Landstraat-Noord en de buurtschap Crailo in Bussum, Naarderbos in Naarden, De Krijgsman in Muiden, Blaricummermeent in Blaricum, en Aetsveld en Weespersluis in Weesp. 